# カルマフォールズ
カルマフォールズは、ウガンダにある町。

## 位置
本地はカンパラ - グル・ハイウェイがナイル川を渡る場所のすぐ南、マシンディから車で北東に約97キロメートル、北ウガンダ最大の都市グルから車で南に約77キロメートル離れている。座標は2°14'3.00"N,32°14'47.00"E(2.234167,32.246390)、平均標高は約1000メートル。ここには、出力600メガワットとウガンダ最大の水力発電所となるカルマ水力発電所の建設が計画されている。

## 計画
2013年3月、ウガンダの新聞は、政府が近代的大都市を現代的にすることを計画しており、その一環としてここに建設中のカルマ水力発電所が開所すると報じた。